# Distretto di Dėlgėr
Il distretto di Dėlgėr è uno dei diciotto distretti (sum) in cui è suddivisa la provincia del Gov'-Altaj, in Mongolia. Conta una popolazione di 3.104 abitanti (censimento 2009). 